# Duinstruweel
Het duinstruweel is een karteringseenheid in de Biologische Waarderingskaart (BWK) van Vlaanderen en het Brussels Hoofdstedelijk Gewest met als code 'sd' of 'sdb'.
In de vegetatiekunde wordt dit biotoop vertegenwoordigd door drie associaties uit de klasse van doornstruwelen en één associatie uit de klasse van droge heiden.
Het duinstruweel staat gewaardeerd als 'Biologisch zeer waardevol'.

## Naamgeving, etymologie en codering
- BWK-code: sd (duinstruweel), sdb (duinstruweel met verspreide boomopslag)
- Syntaxoncode (Nederland): 37Ac01	Associatie van duindoorn en vlier (Hippophao-Sambucetum), 37Ac02 Associatie van duindoorn en liguster (Hippophao-Ligustretum), 37Ac03 Associatie van wegedoorn en eenstijlige meidoorn (Rhamno-Crataegetum	) en 20Ab04 Associatie van wintergroen en kruipwilg (Pyrolo-Salicetum).

## Kenmerken
Duinstruweel vinden we op droge tot natte plaatsen in de duinen. Ze komen voor op matig kalkrijke, droge tot vochtige, min of meer humeuze zandbodems, meestal met een zwak ontwikkeld bodemprofiel. Door bladafval en stiktoffixatie kan zich plaatselijk een stikstofrijke bodem ontwikkelen.
Duinstruwelen kunnen zich ontwikkelen uit droge duingraslanden ('hd': droog duingrasland van kalkrijke milieus of 'had': Droog duingrasland van kalkarme milieus) of vochtige duinpanvegetaties. De soortensamenstelling ervan is sterk afhankelijk van de vegetatie die voor de verstruweling aanwezig was.
Bij een goed ontwikkeld struweel is de kruid- en de moslaag meestal ijl en soortenarm. Bij oudere struwelen kunnen er zich grotere bomen in het struweel vestigen.

### Soortensamenstelling
In de struiklaag vinden we vooral duindoorn, hondsroos, egelantier, eenstijlige meidoorn, kruisbes, rode bes en zwarte bes, wilde kardinaalsmuts, wilde liguster, gewone vlier, kruipwilg en grauwe wilg.
De kruidlaag is meestal weinig soortenrijke maar telt meestal wel hondsdraf, fijne kervel en witte winterpostelein.
Doorheen de struiklaag en in de zeldzame bomen slingeren zich lianen als de bosrank, heggenrank, zwaluwtong, heggenduizendknoop en bitterzoet.

## Verspreiding en voorkomen
Duinstruwelen vinden we in Vlaanderen verspreid langs de hele kust. Goed ontwikkelde duinstruwelen zijn nog te vinden in de oude duinpannen van Ter Yde in Oostduinkerke, in de Westhoek in De Panne en in de Zwinbosjes bij Knokke. 